# Glen Grant (destilleri)
Glen Grant distillery er et Speyside destilleri, der producerer single malt skotsk whisky. Det blev grundlagt i 1840 i Rothes. Tidligere var det ejet af Chivas Brothers Ltd, der er bedst kendt for deres Chivas Regal blended whisky, men i december 2005 blev Glen Grant købt af det italienske firma Campari Group. Det er den bedst sælgende single malt i Italien.
Destilleriet er en del af Scotland's Malt Whisky Trail.